# Ophiuride
Die Ophiuride ((von ὁ ὄφις = Schlange und ἡ οὐρά = Schwanz) ist eine algebraische Kurve vom Grad 3. Sie ermöglicht das geometrische Lösen der beiden zentralen klassischen Probleme der Antike, der Würfelverdopplung und der Winkeldreiteilung. Damit ist sichergestellt, dass alle kubischen Gleichungen mit dieser Kurve zu lösen sind. Dazu erfordert es jeweils nur den Schnitt der Kurve mit einer Geraden.

## Historisches
Urheber der Kurve ist ein gewisser Diedrich Uhlhorn. Als Mathematiker ist dieser nie hervorgetreten. Ohnehin ist er ein völliger Autodidakt. Im weiteren Leben wurde er allerdings berühmt als Pionier des Maschinenbaus. Der Bau seiner Münzpresse (1817) bahnte dem Kniehebelprinzip den Weg.
Im Jahr 1809 brachte dieser Uhlhorn ein Buch heraus mit dem Titel „Entdeckungen in der höhern Geometrie“. Darin stellt er zahlreiche höhere Kurven vor, zusätzlich auch Werkzeuge zu deren Erzeugung. Die Ophiuride gibt den Auftakt. Ihre Bezeichnung leitet er her aus dem Alt-Griechischen: „Schlangenschwanzlinie“. Erklärtes Ziel bei der Vorstellung dieser Kurve ist es, einen Großteil der antiken Lösungen zu den „Großen Problemen“ (Würfelverdopplung, Dreiteilung des Winkels) – die berüchtigten „Neusis-Konstruktionen“ –, zu befreien von dem Vorwurf, eine Umsetzung sei hier nur möglich „mittels Probieren“. J. Chr. Sturm hatte von „Hin- und Wiederrukken“ eines Lineals gesprochen (1670),  Montucla erstmals von „Herumfummeln“ („une sorte de tâtonnement“, 1758).  Uhlhorn betont wiederholt: „Ohne Probieren lässt sich das Gesuchte auf folgende Art finden: …“
Die Kurve, die Uhlhorn vorstellt – sozusagen „zur Rettung der antiken Lösungen“ – zeichnet sich zunächst einmal dadurch aus, dass sie perfekt eingepasst ist in das Umfeld der aus der Antike überlieferten Lösungen: Auch die Lösungen von Nikomedes basieren auf einer Kurve, der Konchoide. Dazu gehört ein Werkzeug zu deren Erzeugung. Dies Paket gilt später als wegweisend. Uhlhorn stellt sogar drei Geräte zur Erzeugung seiner Kurve vor – wie im Folgenden gezeigt –, ausgehend von unterschiedlichen Lösungsansätzen der Antike (Platon, Apollonius und Philo). Er betont „daß sich also eine und dieselbe Linie auf drey verschiedene Arten erzeugen läßt.“ Dem hier abgebildeten Gerät (siehe Abschnitt Mittels Doppelgnomon) gibt er aber den Vorzug, „weil es sehr zuverlässig und sicher ist.“
Der Ansatz der Lösung „Platon“ legt einen Rückgriff auf eine Kurve nahe. Das war bereits Th. Heath aufgefallen. In seiner „History of Greek Mathematics“ (1921) – mehr als 100 Jahre nach Uhlhorn – leitet er die Gleichung einer Ortskurve her. Diese Gleichung stellt die Ophiuride dar. Eine Darstellung der Kurve fehlt hier ebenso wie eine Bezeichnung. Anders bei W.R. Knorr: Dieser mutmaßt, die Bezeichnung sei erst in der Neuzeit aufgekommen und er verweist auf das Buch von Uhlhorn. Zu der Kurve selbst mutmaßt Knorr, sie könne auf Eudoxus zurückgehen. In der Kissoide des Diokles erkennt er einen Spezialfall der Ophiuride. Eigentlich habe sogar Platon diese Kurve erfinden können. Das Gerät, das diesem zur Lösung des Delischen Problems zugeschrieben wird, lege jedenfalls einen Einsatz als Kurvenplotter nahe: „the method for doing so is evident“.
Das erste der Uhlhornschen Zeichengeräte für die Ophiuride setzt eben diesen Ansatz praktisch um.

## Definition
Ophiuride als Animation, erzeugt mittels der Parallelen {\displaystyle g_{2},g_{3}} und der dazu Senkrechten {\displaystyle g_{4}}
Gegeben sei ein Rechtwinkelhaken {\displaystyle ABC} mit den Kantenlängen {\displaystyle AB=a} und {\displaystyle BC=b}. Der Punkt {\displaystyle P} bewege sich auf der Kantengeraden {\displaystyle AB}.
Die Ophiuride zum Rechtwinkelzug {\displaystyle ABC} ist dann die Ortslinie des Schnittpunktes {\displaystyle D} der Parallelen zu {\displaystyle CP} durch {\displaystyle A} mit der Senkrechten zu {\displaystyle CP} in {\displaystyle P}.
Eine Gleichung der Ophiuride leitet Uhlhorn allgemein her.:
{\displaystyle y^{3}+\left(x-a\right)\cdot x\cdot y-b\cdot x^{2}=0}.
„Bei Uhlhorn sind x und y vertauscht“
Im Eingangsbeispiel {\displaystyle \left(a=2;\;b=1\right)} führt das auf die Gleichung
{\displaystyle y^{3}+\left(x-2\right)\cdot x\cdot y-x^{2}=0}.
Wählt man andererseits {\displaystyle a=1} so erhält man leicht die Schar
{\displaystyle y^{3}+\left(x-1\right)\cdot x\cdot y-b\cdot x^{2}=0}.

## Erzeugung

### Als Lotfußpunktkurve einer Parabel
Gegeben sei eine Parabel {\displaystyle p}, {\displaystyle l} die zugehörige Leitlinie. {\displaystyle P} sei ein beweglicher Punkt auf der Parabel {\displaystyle p}, {\displaystyle t} die zugehörige Tangente. {\displaystyle X} sei ein beliebiger Punkt 
auf einer Linie, die parallel zur Leitlinie und durch den Scheitel {\displaystyle S} verläuft. Die Ortslinie des Schnittpunkts {\displaystyle D} von {\displaystyle t} mit dem Lot von {\displaystyle X} auf {\displaystyle t} ist dann eine Ophiuride. Ist {\displaystyle P} der Scheitelpunkt der Parabel {\displaystyle p}, so ergibt sich die Kissoide des Diokles.
Konstruktion
Es beginnt mit dem Einzeichnen der Parabel {\displaystyle p:x^{2}=y} mit Scheitelpunkt {\displaystyle S(0|0)}, dem Ursprung eines kartesischen Koordinatensystems. Der Kreis mit Radius {\displaystyle 0{,}25} (entspricht {\displaystyle {\tfrac {1}{4}}} des Koeffizienten {\displaystyle 1} der Parabelgleichung {\displaystyle 1x^{2}=y}) um Punkt {\displaystyle S}, schneidet die {\displaystyle y}-Achse im Brennpunkt {\displaystyle F} und im Punkt {\displaystyle A}. Durch  {\displaystyle A} wird die Leitlinie {\displaystyle l} parallel zur {\displaystyle x}-Achse gezogen.
Der bewegliche Punkt {\displaystyle P} wird auf die Parabel gesetzt, anschließend die zugehörige Tangente {\displaystyle t} bestimmt. Hierzu dient die Verbindung des Punktes {\displaystyle P} mit {\displaystyle F}, die Halbierung der Strecke {\displaystyle {\overline {PF}}} in {\displaystyle M} sowie die Senkrechte ab {\displaystyle M} auf die {\displaystyle x}-Achse mit Fußpunkt {\displaystyle B}. Nach dem Ziehen der Tangente {\displaystyle t} durch {\displaystyle P} und {\displaystyle B} setzt man den festen Punkt {\displaystyle X} beliebig auf die {\displaystyle x}-Achse. Eine Senkrechte durch {\displaystyle X} schneidet die Leitlinie {\displaystyle l} in {\displaystyle C}. Im dargestellten Beispiel hat der Rechtwinkelhaken {\displaystyle SXC} die Längen {\displaystyle a=1} und {\displaystyle b=0{,}25}. Abschließend zieht man eine, auf die Tangente {\displaystyle t} senkrecht stehende Gerade {\displaystyle g} durch {\displaystyle X}. Schnittpunkt ist {\displaystyle D}, der liegt auf der Ortslinie der Ophiuride.
Wird der Punkt {\displaystyle P} auf der Parabel {\displaystyle p} mittels einer sogenannten Dynamischen-Geometrie-Software (DGS) bewegt, (siehe Animation), generiert Punkt {\displaystyle D} den Graphen der Ophiuride:
{\displaystyle y^{3}+\left(x-a\right)xy+b\left(x-1\right)^{2}=0}

### Als Medianlinie von Kreis und Gerade

Ophiuride gleich Kissoide als Medianlinie von Kreis und Gerade

Gegeben sei ein Kreis {\displaystyle k} und eine Gerade {\displaystyle g} außerhalb. {\displaystyle P} sei ein fester Punkt auf dem Kreis {\displaystyle k}. {\displaystyle X} sei ein beliebiger Punkt auf {\displaystyle k}. Die Strecke {\displaystyle {\overline {XP}}} sei verlängert bis zum Schnittpunkt {\displaystyle S} mit der Geraden {\displaystyle g}. Die Ortslinie der Mittelpunkte {\displaystyle M} der Strecke {\displaystyle {\overline {PS}}} ist dann eine Ophiuride. Die Kissoide des Diokles ergibt sich hier, wenn der Punkt  {\displaystyle P} auf dem Lot vom Zentrum des Kreises auf die Gerade {\displaystyle g} liegt.

### Mittels Doppelgnomon
Das Gerät besteht aus zwei rechtwinkligen U-förmigen Holzgestellen. Die freien Schenkel des oberen {\displaystyle U} verfügen in Längsrichtung über Aussparungen, in denen die freien Schenkel des unteren {\displaystyle U} beweglich geführt werden. Auf dem Bügel des unteren {\displaystyle U} ist ein Stift {\displaystyle L} angebracht. Ihm genau gegenüber auf dem Bügel des oberen  {\displaystyle U} befindet sich ein Schreibstift {\displaystyle K}.
Gegeben sei eine Gerade GH mit dem Teilpunkt {\displaystyle I}. In {\displaystyle I} sei eine Strecke der Länge {\displaystyle a} abgetragen bis zum Punkt {\displaystyle N}, auf dem Lot in {\displaystyle N} eine Strecke der Länge {\displaystyle b} bis zum Punkt {\displaystyle M}. Das Gerät liegt dann mit seinem Innenbügel {\displaystyle {\overline {EF}}} im Punkt {\displaystyle I} fest an, gleichzeitig mit dem Außenbügel {\displaystyle {\overline {AB}}} im Punkt {\displaystyle M}. Der auf dem Außenbügel {\displaystyle {\overline {AB}}} fixierte Punkt {\displaystyle L} wird über den Stift {\displaystyle L} in der „Rinne“ {\displaystyle {\overline {GH}}} geführt. Dreht man den Bügel {\displaystyle {\overline {EF}}} um den Punkt {\displaystyle I}, so bewegt sich der Punkt {\displaystyle L} auf {\displaystyle {\overline {GH}}} voran. Der Schreibstift {\displaystyle K} zeichnet dann die Kurve auf.

Uhlhorn, Ophiuridenzirkel

## Anwendungen

### Würfelverdopplung
Die Kantenlänge {\displaystyle x} des verdoppelten Einheitswürfels lässt sich mit der Ophiuride konstruieren als Quadratwurzel aus der Ordinate des Schnittpunkts {\displaystyle S}.
Setzt man {\displaystyle a=1} und lässt {\displaystyle b} (siehe Abschnitt Definition) die Werte von {\displaystyle 1} bis {\displaystyle 8} durchlaufen, so wird die Konstruktion von kubischen Wurzeln noch einfacher:
Die Seite für die entsprechende Vervielfachung des Einheitswürfels ergibt sich jeweils direkt als Länge auf der Geraden zu {\displaystyle x=1}.

Ophiuride, {\displaystyle x={\sqrt[{3}]{2}}}
Ophiuridenschar, Vervielfachung des Einheitswürfels

### Die Ophiuride als Trisektrix

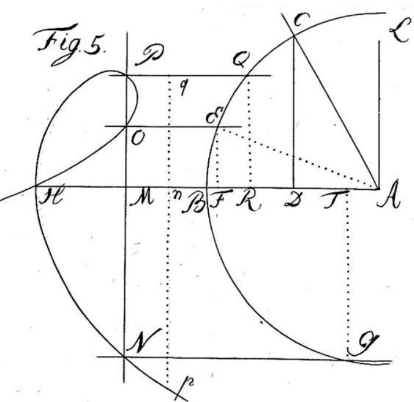
Bild 1
Uhlhorn, Dreiteilung des Winkels

Abschließend stellt Uhlhorn die Lösung des zweiten der Großen Probleme der Antike vor, der Dreiteilung eines Winkels (Bild 1).
Uhlhorn erklärt: Die zusätzlichen Lösungen zur Dreiteilung des {\displaystyle 60^{\circ }}–Winkels gelten für die Winkel {\displaystyle \left(180-60\right)^{\circ }} und {\displaystyle \left(180+60\right)^{\circ }}.
Konstruktion
(Bild 2, angepasst an Bild 1)
Auf einer Geraden wird zunächst der Punkt {\displaystyle H} (entspricht dem Nullpunkt eines kartesischen Koordinatensystems) festgelegt und anschließend die Strecke {\displaystyle {\overline {HA}}=2=a} bestimmt. Es folgen der Halbkreis mit Radius {\displaystyle |{\overline {AB}}|} um {\displaystyle A}, Schnittpunkt mit der Gerden ist {\displaystyle B} (der zweite Schnittpunkt ist ohne Bezeichnung). Nun wird die Strecke {\displaystyle {\overline {HB}}} in {\displaystyle M} halbiert. Das Errichten der Senkrechten, auf {\displaystyle {\overline {HB}}} in {\displaystyle M}, schließt sich an. Der beispielsweise zu drittelnde Winkel {\displaystyle \alpha _{1}=60^{\circ }} wird mit dem Einzeichnen des Winkelschenkels {\displaystyle |{\overline {AB}}|} eingetragen. Dabei ergibt sich auch dessen Supplementwinkel {\displaystyle \alpha _{2}=120^{\circ }}. Mit dem Fällen des Lots auf den feststehenden Winkelschenkel ergibt sich der Fußpunkt {\displaystyle D} sowie mit {\displaystyle {\overline {CD}}} der Sinuswert der Winkel {\displaystyle \alpha _{1}=60^{\circ }} und {\displaystyle \alpha _{2}=120^{\circ }}.
Weiter geht es mit dem Einzeichnen der Ophiuride mithilfe einer Dynamischen-Geometrie-Software (DGS) und der Gleichung {\displaystyle y^{3}+\left(x-a\right)xy+sin(\alpha )x^{2}=0}. Dabei schneidet die Ophiuride die Senkrechten über {\displaystyle M} in den Punkten {\displaystyle O} und {\displaystyle P}. Abschließend zieht man eine Parallele zu {\displaystyle {\overline {MA}}} durch {\displaystyle O} und eine zweite Parallele durch {\displaystyle P}. Die so erzeugten Schnittpunkte {\displaystyle E} und {\displaystyle Q} mit dem Halbkreis liefern die gesuchten Winkel {\displaystyle \beta _{1}=20^{\circ }} bzw. {\displaystyle \beta _{2}=40^{\circ }}.

Bild 2
Winkeldreiteilung {\displaystyle 60^{\circ }} und Supplementwinkel {\displaystyle 120^{\circ }}
Bild 3
Winkeldreiteilung {\displaystyle >0^{\circ }} bis {\displaystyle 180^{\circ }}, Animation

### Lösen kubischer Gleichungen
Die wichtigsten Stationen auf dem Weg zum exakten Lösen von kubischen Gleichungen markieren Omar Chayyam (um 1100) mit seinem Algebra-Buch, François Vieta mit seiner Abhandlung „Supplementum Geometriae“ (1593) und René Descartes mit seiner „Géométrie“ (1637). Chayyam hatte für jede der 19 Typen kubischer Gleichungen eine Lösung „mit Kegelschnitten“ (Parabel und Hyperbel) vorgelegt. Vieta hatte grundsätzlich klargestellt: Mit der Neusis-Option sind alle Fälle abgedeckt. Eine Umsetzung in Form eines Beispiels fehlt bei ihm. I. Newton setzt diesen Ansatz später konkret um in seinen „Lucasian Lectures on Algebra“.
Descartes hatte gezeigt: Der Schnitt der Normalparabel mit einem Kreis reicht in jedem Fall aus. Gleichzeitig hat Descartes die Möglichkeit eröffnet, für derartige Aufgabenstellungen neue Kurven einzuführen, Kurven [...]qui peuvent aussi estres descrites par un mouvement regulier & continu [...]. Einfacher gesagt: Eine zulässige Kurve muss durch die stetige Bewegung eines Punktes erzeugbar sein. Seit dieser Zeit sind zur Festlegung von Punkten und Strecken einzig Kurven zulässig. Genau dies Cartesische Konzept greift Uhlhorn mit seinen Kurven auf. Die Lösungen, die sich speziell auf die Ophiuride gründen, zeichnen sich dabei dadurch aus – so betont Uhlhorn selbst –, dass man in jedem Fall „mit nur einer krummen Linie“ auskommt.

#### Verallgemeinerung

Graphische Lösung der kubischen Gleichung

Weitergehend zeigt Uhlhorn im Anschluss: Alle kubischen Gleichungen lassen sich mit der Ophiuride lösen.
Mit dieser grundlegenden Feststellung setzt Uhlhorn einen Schlusspunkt unter ein Jahrhunderte anhaltendes Bemühen um ein exaktes Lösen von höheren – insbesondere kubischen – Gleichungen.
Die Zahlwerte der Lösungen von kubischen Gleichungen lassen sich in der Regel nur näherungsweise angeben.
Im Beispiel liegt der sog. „casus irreducibilis“ der Cardanischen Formeln vor. Diesen komplexen Fall hat man allerdings erst um 1750 in den Griff bekommen, und zwar durch die Arbeiten von MacLaurin und L. Euler.
Im folgenden Beispiel ergibt sich für den Hauptwert {\displaystyle x} als Näherung {\displaystyle 0{,}34729\ldots } Die geschlossene Darstellung lautet: {\displaystyle x=2\cdot \sin(10^{\circ })}.

#### Konstruktion
Graphische Lösung der kubischen Gleichung {\displaystyle x^{3}-3x+1=0}.
Es beginnt mit dem Eintragen der Strecke {\displaystyle {\overline {AB}}=3{,}5=a} ({\displaystyle A} entspricht dem Nullpunkt eines kartesischen Koordinatensystems) und der auf {\displaystyle {\overline {AB}}} stehenden Senkrechten {\displaystyle {\overline {BC}}={\tfrac {1}{4}}=b}. Nun wird auf {\displaystyle {\overline {AB}}} der Punkt {\displaystyle M} mit Abstand {\displaystyle |{\overline {AM}}|=2} bestimmt und in {\displaystyle M} eine Senkrechte auf {\displaystyle {\overline {AB}}} errichtet. Abschließend wird die Ophiuride mithilfe einer Dynamischen-Geometrie-Software (DGS) und der folgenden Gleichung eingetragen:
{\displaystyle y^{3}+\left(x-a\right)xy+bx^{2}=0}.
Die Ophiuride wird dabei dreimal von der Senkrechten in {\displaystyle M} auf {\displaystyle {\overline {AB}}} geschnitten. Die Schnittpunkte {\displaystyle x_{1},x_{2}} und {\displaystyle x_{3}} sind die drei möglichen Lösungen der gegebenen kubischen Gleichung. Zwei davon sind irrational und eine entspricht {\displaystyle 2\cdot \sin(10^{\circ })}:
{\displaystyle x^{3}-3x+1=0},
{\displaystyle x_{1}=1{,}53208\ldots },
{\displaystyle x_{2}=0{,}34729\ldots =2\cdot \sin(10^{\circ })},
{\displaystyle x_{3}=-1{,}87938\ldots }.

### Eine Hyperbel als Verwandte

Ophiuride, Diederich Uhlhorn, Werkzeug zum Zeichnen der Hyperbel

Eine Spiegelung am Einheitskreis führt für die Ophiuride zur Würfelverdoppelung auf eine Hyperbel.
Uhlhorn zeigt: Auf ebendiese Hyperbel führt der Ansatz der Neusis-Lösung von Sporus. Vor allem aber lässt sich damit auch die Neusis-Lösung von Pappus retten. Immerhin hatte dieser erklärt, allein Kegelschnitte seien als Mittel zum Lösen zulässig. Eine Lösung, die sich an seine Vorgabe hält, hatte Pappus aber nie vorgelegt.
Im Untertitel seiner „Entdeckungen“ heißt es bei Uhlhorn: „theoretisch und practisch abgehandelt“. So fehlt auch bei dieser speziellen Hyperbel nicht ein Werkzeug zu ihrer praktischen Erzeugung:
Die Neusis-Bedingung der Längengleichheit der Abschnitt {\displaystyle |{\overline {ab}}|} und {\displaystyle |{\overline {bc}}|} wird hier rein mechanisch sichergestellt. Die Kurve wird aufgezeichnet durch einen Stift im Punkt {\displaystyle c}.
Konstruktion
Nach dem Einzeichnen des Einheitskreises (Inversionskreis) mit Radius {\displaystyle r=1} um den Nullpunkt {\displaystyle O} eines kartesischen Koordinatensystems, wird die Ophiuride mit den Parametern für die Würfelverdoppelung {\displaystyle a=2} bzw. {\displaystyle b=1} z. B. mithilfe einer Dynamischen-Geometrie-Software (DGS) und der folgenden Gleichung eingetragen
{\displaystyle y^{3}+\left(x-2\right)xy-x^{2}=0} 
Die Ophiuride schneidet dabei den Inverskreis in den Punkten {\displaystyle A} und {\displaystyle B} sowie den Nullpunkt {\displaystyle O}. Es folgt je ein Kreis mit Radius {\displaystyle r=0.5} um {\displaystyle O} sowie um den erzeugten Schnittpunkt {\displaystyle C}. Die Gerade {\displaystyle g_{1}}, senkrecht stehend zur {\displaystyle x}-Achse und durch den Punkt {\displaystyle C} verlaufend, schneidet die Ophiuride in {\displaystyle M}.
Es geht weiter mit dem Einzeichnen der Geraden {\displaystyle g_{2}} durch {\displaystyle M} und {\displaystyle D}. Die Geraden {\displaystyle g_{1}} und {\displaystyle g_{2}} sind die Asymptoten der gesuchten Hyperbel. Nun wird der Winkel {\displaystyle \angle CMD} mithilfe der Winkelhalbierenden {\displaystyle w} geteilt und die zu {\displaystyle w} senkrecht stehende Gerade {\displaystyle g_{3}} durch den Punkt {\displaystyle M} gezogen. Um die gesuchte Hyperbel graphisch darstellen zu können, bedarf es bekanntlich außer den auf der Ophiuride liegenden drei Punkten {\displaystyle A,B} und {\displaystyle M} noch zwei weitere, also fünf auf der Hyperbel liegende Punkte. Die beiden erforderlichen Punkte {\displaystyle A'} und {\displaystyle B'} erhält man durch Spiegelung der Punkte {\displaystyle A} und {\displaystyle B} an der Geraden {\displaystyle g_{3}}.
Abschließend wird die Hyperbel mithilfe dieser fünf bestimmten Punkte und einer Dynamischen-Geometrie-Software (DGS) eingezeichnet.
Die Gleichung der Hyperbel ist bezüglich der irrationalen Koeffizienten noch zu vereinfachen, sodass gilt:
{\displaystyle \left(2x-1\right)y+x^{2}=0}.

## Rezeptionsgeschichte
Uhlhorn weiß durchaus um die Zeichen seiner Zeit: Die Zukunft gilt einer Art von „Construction, wo die Gleichungen durch den Zug krummer Linien abgebildet werden.“ Die Ophiuride und ihre Bedeutung fallen in der Folgezeit bald dem Vergessen anheim. Die entscheidende Quelle für eine Rezeption der Uhlhornschen Kurven in der Fachliteratur ist das Werk von Loria (1902). Hier findet sich auch eine weitere der seiner Kurven, seine „Toxoide“ (Bogenlinie). Die Zuschreibung dieser kubischen Duplikatrix zu Gohierte de Longchamp wird richtiggestellt. Sie erweist sich als schlichtere, aber gleichmächtige Schwester der sog. „Kampyle des Eudoxus“.